# 56975 Lindaspilker
56975 Lindaspilker è un asteroide della fascia principale esterna. Scoperto nel 2000, presenta un'orbita caratterizzata da un semiasse maggiore pari a 3,359040 UA e da un'eccentricità di 0,092981, inclinata di 9,829183° rispetto all'eclittica. Ha un diametro di 9,204 km e un periodo di rotazione di 70,4647 ore.